# Mademoiselle de Brie

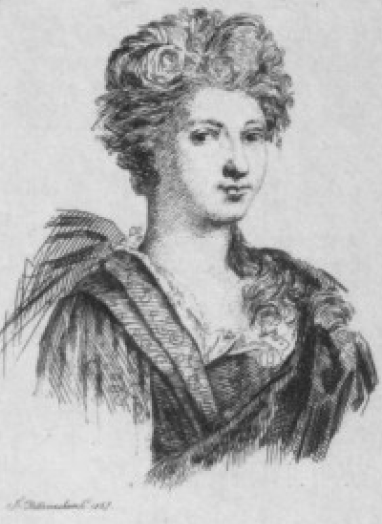
Porträt De Bries

Catherine Leclerc du Rosé, bekannt als Mademoiselle de Brie (* 1630; † Januar 1706), war eine französische Schauspielerin.

## Biographie
De Brie kam aus einer Komödiantenfamilie, denn bereits ihr Vater, Claude Leclerc, und ihre Mutter, Nicole Ravane, waren ebenfalls Schauspieler.
Ihre Verbindung zu Molière ist erstmals 1650 nachweisbar, als sie in Narbonne ein Kind taufen ließ, dessen Taufpate Molière war. Die Taufurkunde unterschrieb sie mit ihrem Mädchennamen, woraus Henry Lyonnet schloss, dass sie noch nicht mit dem über 23 Jahre älteren Schauspieler De Brie verheiratet war. Im Jahr 1652 bekam sie ein zweites Kind, eine Tochter, und Molière war wiederum Taufpate.
Ihre erste nachweisbare Rolle war ein Jahr später die Célie in Molières L’Étourdi ou les Contretemps. Mit der Schauspieltruppe um Molière debütierte sie schließlich im Jahr 1658 in Paris im großen Saal des Hôtel du Petit-Bourbon. Auch während ihrer Schwangerschaft und Geburt eines dritten Kindes im Jahr 1659, wiederum ein Mädchen, unterbrach De Brie nicht ihre schauspielerische Tätigkeit. Es folgte eine glänzende Bühnenkarriere, die erst endete, als De Brie sich zur Ruhe setzte.
De Brie war auch eine Vertraute Molières und tröstete ihn in schwierigen Situationen. So wohnte sie die ersten Pariser Jahre, zusammen mit anderen Schauspielerinnen, in Molières großem Haus. Später heiratete De Brie erneut, einen Offizier, mit dem sie einen Sohn hatte. Nach Molières Tod, im Jahr 1673, fand De Brie ein Engagement am Theater im Salle de la Bouteille, und 1680 erhielt sie als erste Sociétaire de la Comédie-Française, an der frisch gegründeten Comédie-Française, ein festes Engagement.
Im Jahr 1685 setzte sich De Brie, im Alter von 55 Jahren, zur Ruhe. Als festem Ensemblemitglied der Comédie wurde De Brie eine Pension von 1000 Livre jährlich zuteil. Nach ihrem Tod wurde sie im Garten Molières beigesetzt.

## Rollen (Auswahl)
- 1662: L’École des femmes von Molière, die Agnès
- 1663: L’Impromptu de Versailles von Molière, sich selbst
- 1664: La Princesse d’Élide von Molière, die Cynthie
- 1666: Le Misanthrope von Molière, die Eliante
- 1667: Le Sicilien ou l’Amour peintre von Molière, die Isidore
- 1668: L’Avare von Molière, die Mariane
- 1670: Le Bourgeois gentilhomme von Molière, die Dorimène
- 1671: Psyché von Molière, die Venus
- 1672: Les Femmes savantes von Moliere, Armande